# Nombre de Goucher
El nombre de Goucher {\displaystyle (Go)} és un nombre adimensional utilitzat en la mecànica de fluids per tractar problemes de capil·laritat. Representa la relació entre les forces gravitacionals i la tensió superficial. Aquest nombre s'utilitza principalment per determinar les condicions d'operació necessàries per recobrir o revestir un tub/fil amb un líquid.
Aquest nombre porta el nom del físic canadenc Frederick Shand Goucher.
Es defineix de la següent manera:
{\displaystyle Go=R\left({\frac {\rho g}{2\sigma }}\right)^{1/2}={\sqrt {\frac {Bo}{2}}}}
amb :
- {\displaystyle \rho } = massa volúmica.
- {\displaystyle g} = acceleració gravitacional.
- {\displaystyle \sigma } = tensió superficial.
- {\displaystyle R} = radi del tub o del filferro.
- {\displaystyle Bo} = nombre de Bond.